# Loipersdorf (Schweitenkirchen)
Loipersdorf ist ein Gemeindeteil der Gemeinde Schweitenkirchen im oberbayerischen Landkreis Pfaffenhofen an der Ilm. Das Dorf liegt circa eineinhalb Kilometer östlich von Schweitenkirchen.

## Geschichte
Der Ort wird 937–957 erstmals erwähnt. 
Loipersdorf wurde am 1. Mai 1978 als Gemeindeteil der zuvor selbständigen Gemeinde Aufham im Rahmen der Gebietsreform in Bayern nach Schweitenkirchen eingegliedert.

## Baudenkmäler
- Heiligenhäuschen